# Rhamphiophis rostratus
Espèce
Synonymes
- Rhamphiophis oxyrhynchus rostratus Peters, 1854

Rhamphiophis rostratus est une espèce de serpents de la famille des Lamprophiidae.

## Répartition
Cette espèce se rencontre :
- en République démocratique du Congo ;
- au Soudan ;
- au Soudan du Sud ;
- en Éthiopie ;
- en Somalie ;
- au Kenya ;
- en Ouganda ;
- en Tanzanie ;
- au Malawi ;
- au Zimbabwe ;
- au Mozambique ;
- en Zambie ;
- en Afrique du Sud.

## Publication originale
- Peters, 1854 : Diagnosen neuer Batrachier, welche zusammen mit der früher (24. Juli und 17. August) gegebenen Übersicht der Schlangen und Eidechsen mitgetheilt werden. Bericht über die zur Bekanntmachung geeigneten Verhandlungen der Königlich preussischen Akademie der Wissenschaften zu Berlin, vol. 1854, p. 614-628 (texte intégral).